# Julius Riyadi Darmaatmadja
Julius Riyadi Darmaatmadja, S.J., indonezijski rimskokatoliški duhovnik, škof in kardinal, * 20. december 1934, Muntilan.

## Življenjepis
18. decembra 1969 je prejel duhovniško posvečenje.
19. februarja 1983 je bil imenovan za nadškofa Semaranga in 29. junija istega leta je prejel škofovsko posvečenje.
28. aprila 1984 je postal vojaški škof Indonezije.
26. novembra 1994 je bil povzdignjen v kardinala in imenovan za kardinal-duhovnika S. Cuore di Maria.
11. januarja 1996 je bil imenovan za nadškofa Jakarte.
2. januarja 2006 je odstopil z mesta vojaškega škofa.